# Bonnard, Yonne
Bonnard är en kommun i departementet Yonne i regionen Bourgogne-Franche-Comté i norra Frankrike. Kommunen ligger i kantonen Migennes som tillhör arrondissementet Auxerre. År 2022 hade Bonnard 907 invånare.

## Befolkningsutveckling
Antalet invånare i kommunen Bonnard
| Referens: INSEE |